# 2014年ヨーロッパ野球選手権大会
2014年ヨーロッパ野球選手権大会（英語: 2014 European Baseball Championship）は、欧州規模の国・地域別対抗戦ヨーロッパ野球選手権大会の第33回大会で、2014年にチェコと ドイツで開催された。オランダが21度目の優勝を果たした。

## 予選
- 今大会から方式が変わり、Aレベル（シード）、Bレベル、Cレベルに分けられ、BレベルとCレベルの国は予選を戦う。
- Cレベルの予選は第34回大会から行われ、今大会は行われない。
- 予選は、2013年7月に スイスと オーストリアで行われる[1]。
- 各プールで1位のチームが本戦への出場権を得る。

### 結果
| 順位 | チーム       | 勝 | 負 |
| ---- | ------------ | -- | -- |
| 1    | ロシア       | 4  | 1  |
| 2    | オーストリア | 4  | 1  |
| 3    | ベラルーシ   | 4  | 1  |
| 4    | スロバキア   | 2  | 3  |
| 5    | リトアニア   | 1  | 4  |
| 6    | アイルランド | 0  | 5  |

| 順位 | チーム     | 勝 | 負 |
| ---- | ---------- | -- | -- |
| 1    | イギリス   | 5  | 0  |
| 2    | ウクライナ | 3  | 2  |
| 3    | ブルガリア | 3  | 2  |
| 4    | ポーランド | 2  | 3  |
| 5    | スイス     | 2  | 3  |
| 6    | スロベニア | 0  | 5  |

## 本戦

### 出場国
| プール レーゲンスブルク- ドイツ | プール レーゲンスブルク- ドイツ |
| ------------------------------- | ------------------------------- |
| イタリア                        | 前回大会 1位                    |
| ドイツ                          | 前回大会 4位                    |
| スウェーデン                    | 前回大会 6位                    |
| フランス                        | 前回大会 8位                    |
| ベルギー                        | 前回大会 9位                    |
| イギリス                        | プール チューリッヒ 1位         |

| プール オストラヴァ- チェコ | プール オストラヴァ- チェコ |
| --------------------------- | --------------------------- |
| オランダ                    | 前回大会 2位                |
| スペイン                    | 前回大会 3位                |
| チェコ                      | 前回大会 5位                |
| ギリシャ                    | 前回大会 7位                |
| クロアチア                  | 前回大会 10位               |
| ロシア                      | プール ウィーン 1位         |

## 1次ラウンド

### プールA

#### 順位
| チーム名     | 勝数 | 敗数 | 勝率  | ゲーム差 | 得点 | 失点 |
| ------------ | ---- | ---- | ----- | -------- | ---- | ---- |
| イタリア     | 5    | 0    | 1.000 | –        | 54   | 14   |
| フランス     | 4    | 1    | .800  | 1        | 27   | 26   |
| ドイツ       | 3    | 2    | .600  | 2        | 30   | 17   |
| ベルギー     | 2    | 3    | .400  | 3        | 29   | 22   |
| イギリス     | 1    | 4    | .200  | 4        | 13   | 37   |
| スウェーデン | 0    | 5    | .000  | 5        | 15   | 50   |

#### 試合結果
| 2014年9月12日 | イタリア | 12 – 7 | ベルギー | アーミン・ウルフ・ベースボール・アリーナ（レーゲンスブルク） 観客数：307人 |
| 2014年9月12日 | 詳細     |        |          | アーミン・ウルフ・ベースボール・アリーナ（レーゲンスブルク） 観客数：307人 |

| 2014年9月12日 | フランス | 3 – 2 | ドイツ | アーミン・ウルフ・ベースボール・アリーナ（レーゲンスブルク） 観客数：1121人 |
| 2014年9月12日 | 詳細     |       |        | アーミン・ウルフ・ベースボール・アリーナ（レーゲンスブルク） 観客数：1121人 |

| 2014年9月13日 | イギリス | 7 – 1 | スウェーデン | アーミン・ウルフ・ベースボール・アリーナ（レーゲンスブルク） 観客数：335人 |
| 2014年9月13日 | 詳細     |       |              | アーミン・ウルフ・ベースボール・アリーナ（レーゲンスブルク） 観客数：335人 |

| 2014年9月13日 | イタリア | 12 – 3 | スウェーデン | アーミン・ウルフ・ベースボール・アリーナ（レーゲンスブルク） 観客数：837人 |
| 2014年9月13日 | 詳細     |        |              | アーミン・ウルフ・ベースボール・アリーナ（レーゲンスブルク） 観客数：837人 |

| 2014年9月13日 | フランス | 9 – 5 | イギリス | アーミン・ウルフ・ベースボール・アリーナ（レーゲンスブルク） 観客数：1077人 |
| 2014年9月13日 | 詳細     |       |          | アーミン・ウルフ・ベースボール・アリーナ（レーゲンスブルク） 観客数：1077人 |

| 2014年9月13日 | ドイツ | 6 – 2 | ベルギー | アーミン・ウルフ・ベースボール・アリーナ（レーゲンスブルク） 観客数：1937人 |
| 2014年9月13日 | 詳細   |       |          | アーミン・ウルフ・ベースボール・アリーナ（レーゲンスブルク） 観客数：1937人 |

| 2014年9月14日 | スウェーデン | 0 – 11 | ベルギー | アーミン・ウルフ・ベースボール・アリーナ（レーゲンスブルク） 観客数：397人 |
| 2014年9月14日 | 詳細         |        |          | アーミン・ウルフ・ベースボール・アリーナ（レーゲンスブルク） 観客数：397人 |

| 2014年9月14日 | ドイツ | 9 – 0 | イギリス | アーミン・ウルフ・ベースボール・アリーナ（レーゲンスブルク） 観客数：1511人 |
| 2014年9月14日 | 詳細   |       |          | アーミン・ウルフ・ベースボール・アリーナ（レーゲンスブルク） 観客数：1511人 |

| 2014年9月14日 | イタリア | 12 – 2 | フランス | アーミン・ウルフ・ベースボール・アリーナ（レーゲンスブルク） 観客数：353人 |
| 2014年9月14日 | 詳細     |        |          | アーミン・ウルフ・ベースボール・アリーナ（レーゲンスブルク） 観客数：353人 |

| 2014年9月15日 | ベルギー | 5 – 0 | イギリス | アーミン・ウルフ・ベースボール・アリーナ（レーゲンスブルク） 観客数：174人 |
| 2014年9月15日 | 詳細     |       |          | アーミン・ウルフ・ベースボール・アリーナ（レーゲンスブルク） 観客数：174人 |

| 2014年9月15日 | スウェーデン | 3 – 8 | フランス | アーミン・ウルフ・ベースボール・アリーナ（レーゲンスブルク） 観客数：367人 |
| 2014年9月15日 | 詳細         |       |          | アーミン・ウルフ・ベースボール・アリーナ（レーゲンスブルク） 観客数：367人 |

| 2014年9月15日 | イタリア | 5 – 1 | ドイツ | アーミン・ウルフ・ベースボール・アリーナ（レーゲンスブルク） 観客数：1711人 |
| 2014年9月15日 | 詳細     |       |        | アーミン・ウルフ・ベースボール・アリーナ（レーゲンスブルク） 観客数：1711人 |

| 2014年9月16日 | フランス | 5 – 4 | ベルギー | アーミン・ウルフ・ベースボール・アリーナ（レーゲンスブルク） 観客数：165人 |
| 2014年9月16日 | 詳細     |       |          | アーミン・ウルフ・ベースボール・アリーナ（レーゲンスブルク） 観客数：165人 |

| 2014年9月16日 | イギリス | 1 – 13 | イタリア | アーミン・ウルフ・ベースボール・アリーナ（レーゲンスブルク） 観客数：281人 |
| 2014年9月16日 | 詳細     |        |          | アーミン・ウルフ・ベースボール・アリーナ（レーゲンスブルク） 観客数：281人 |

| 2014年9月16日 | ドイツ | 12 – 8 | スウェーデン | アーミン・ウルフ・ベースボール・アリーナ（レーゲンスブルク） 観客数：1192人 |
| 2014年9月16日 | 詳細   |        |              | アーミン・ウルフ・ベースボール・アリーナ（レーゲンスブルク） 観客数：1192人 |

### プールB

#### 順位
| チーム名   | 勝数 | 敗数 | 勝率  | ゲーム差 | 得点 | 失点 |
| ---------- | ---- | ---- | ----- | -------- | ---- | ---- |
| オランダ   | 5    | 0    | 1.000 | –        | 68   | 10   |
| スペイン   | 4    | 1    | .800  | 1        | 61   | 28   |
| チェコ     | 3    | 2    | .600  | 2        | 37   | 20   |
| ロシア     | 1    | 4    | .200  | 4        | 16   | 63   |
| ギリシャ   | 1    | 4    | .200  | 4        | 16   | 57   |
| クロアチア | 1    | 4    | .200  | 4        | 18   | 40   |

#### 試合結果
| 2014年9月12日 | スペイン | 15 – 3 | ギリシャ | Arrows Ostrava（オストラヴァ） 観客数：210人 |
| 2014年9月12日 | 詳細     |        |          | Arrows Ostrava（オストラヴァ） 観客数：210人 |

| 2014年9月12日 | オランダ | 19 – 2 | クロアチア | Arrows Ostrava（オストラヴァ） 観客数：115人 |
| 2014年9月12日 | 詳細     |        |            | Arrows Ostrava（オストラヴァ） 観客数：115人 |

| 2014年9月12日 | チェコ | 5 – 0 | ロシア | Arrows Ostrava（オストラヴァ） 観客数：315人 |
| 2014年9月12日 | 詳細   |       |        | Arrows Ostrava（オストラヴァ） 観客数：315人 |

| 2014年9月13日 | スペイン | 18 – 2 | クロアチア | Arrows Ostrava（オストラヴァ） 観客数：75人 |
| 2014年9月13日 | 詳細     |        |            | Arrows Ostrava（オストラヴァ） 観客数：75人 |

| 2014年9月13日 | ロシア | 14 – 1 | ギリシャ | Arrows Ostrava（オストラヴァ） 観客数：250人 |
| 2014年9月13日 | 詳細   |        |          | Arrows Ostrava（オストラヴァ） 観客数：250人 |

| 2014年9月13日 | オランダ | 7 – 0 | チェコ | Arrows Ostrava（オストラヴァ） 観客数：580人 |
| 2014年9月13日 | 詳細     |       |        | Arrows Ostrava（オストラヴァ） 観客数：580人 |

| 2014年9月14日 | スペイン | 12 – 0 | ロシア | Arrows Ostrava（オストラヴァ） 観客数：85人 |
| 2014年9月14日 | 詳細     |        |        | Arrows Ostrava（オストラヴァ） 観客数：85人 |

| 2014年9月14日 | オランダ | 11 – 0 | ギリシャ | Arrows Ostrava（オストラヴァ） 観客数：92人 |
| 2014年9月14日 | 詳細     |        |          | Arrows Ostrava（オストラヴァ） 観客数：92人 |

| 2014年9月14日 | チェコ | 13 – 2 | クロアチア | Arrows Ostrava（オストラヴァ） 観客数：195人 |
| 2014年9月14日 | 詳細   |        |            | Arrows Ostrava（オストラヴァ） 観客数：195人 |

| 2014年9月15日 | ロシア | 3 – 10 | クロアチア | Arrows Ostrava（オストラヴァ） 観客数：98人 |
| 2014年9月15日 | 詳細   |        |            | Arrows Ostrava（オストラヴァ） 観客数：98人 |

| 2014年9月15日 | チェコ | 17 – 2 | ギリシャ | Arrows Ostrava（オストラヴァ） 観客数：250人 |
| 2014年9月15日 | 詳細   |        |          | Arrows Ostrava（オストラヴァ） 観客数：250人 |

| 2014年9月15日 | オランダ | 19 – 7 | スペイン | Arrows Ostrava（オストラヴァ） 観客数：123人 |
| 2014年9月15日 | 詳細     |        |          | Arrows Ostrava（オストラヴァ） 観客数：123人 |

| 2014年9月16日 | ギリシャ | 10 – 0 | クロアチア | Arrows Ostrava（オストラヴァ） 観客数：96人 |
| 2014年9月16日 | 詳細     |        |            | Arrows Ostrava（オストラヴァ） 観客数：96人 |

| 2014年9月16日 | スペイン | 9 – 2 | チェコ | Arrows Ostrava（オストラヴァ） 観客数：350人 |
| 2014年9月16日 | 詳細     |       |        | Arrows Ostrava（オストラヴァ） 観客数：350人 |

| 2014年9月16日 | オランダ | 12 – 1 | ロシア | Arrows Ostrava（オストラヴァ） 観客数：290人 |
| 2014年9月16日 | 詳細     |        |        | Arrows Ostrava（オストラヴァ） 観客数：290人 |

## 2次ラウンド

### プールC

#### 順位
| チーム名 | 勝数 | 敗数 | 勝率  | ゲーム差 | 得点 | 失点 |
| -------- | ---- | ---- | ----- | -------- | ---- | ---- |
| オランダ | 5    | 0    | 1.000 | -        | 55   | 16   |
| イタリア | 4    | 1    | 0.800 | 1        | 32   | 13   |
| スペイン | 3    | 2    | 0.600 | 2        | 34   | 35   |
| チェコ   | 1    | 4    | 0.200 | 4        | 19   | 33   |
| ドイツ   | 1    | 4    | 0.200 | 4        | 15   | 24   |
| フランス | 1    | 4    | 0.200 | 4        | 18   | 52   |

#### 試合結果
| 2014年9月18日 | イタリア | 6 – 4 | スペイン | MBS（ブルノ） 観客数：250人 |
| 2014年9月18日 | 詳細     |       |          | MBS（ブルノ） 観客数：250人 |

| 2014年9月18日 | フランス | 3 – 14 | チェコ | MBS（ブルノ） 観客数：340人 |
| 2014年9月18日 | 詳細     |        |        | MBS（ブルノ） 観客数：340人 |

| 2014年9月18日 | ドイツ | 4 – 10 | オランダ | MBS（ブルノ） 観客数：280人 |
| 2014年9月18日 | 詳細   |        |          | MBS（ブルノ） 観客数：280人 |

| 2014年9月19日 | オランダ | 14 – 5 | フランス | MBS（ブルノ） 観客数：200人 |
| 2014年9月19日 | 詳細     |        |          | MBS（ブルノ） 観客数：200人 |

| 2014年9月19日 | スペイン | 4 – 3 | ドイツ | MBS（ブルノ） 観客数：170人 |
| 2014年9月19日 | 詳細     |       |        | MBS（ブルノ） 観客数：170人 |

| 2014年9月19日 | チェコ | 1 – 9 | イタリア | MBS（ブルノ） 観客数：687人 |
| 2014年9月19日 | 詳細   |       |          | MBS（ブルノ） 観客数：687人 |

| 2014年9月20日 | スペイン | 10 – 5 | フランス | MBS（ブルノ） 観客数：89人 |
| 2014年9月20日 | 詳細     |        |          | MBS（ブルノ） 観客数：89人 |

| 2014年9月20日 | ドイツ | 5 – 2 | チェコ | MBS（ブルノ） 観客数：620人 |
| 2014年9月20日 | 詳細   |       |        | MBS（ブルノ） 観客数：620人 |

| 2014年9月20日 | イタリア | 0 – 5 | オランダ | MBS（ブルノ） 観客数：410人 |
| 2014年9月20日 | 詳細     |       |          | MBS（ブルノ） 観客数：410人 |

## 順位決定戦

### 7位決定戦
| 2014年9月18日 | ベルギー | 12 – 2 | ロシア | Strawberry Field（ブランスコ） 観客数：162人 |
| 2014年9月18日 | 詳細     |        |        | Strawberry Field（ブランスコ） 観客数：162人 |

### プールD

#### 順位
| チーム名     | 勝数 | 敗数 | 勝率  | ゲーム差 | 得点 | 失点 |
| ------------ | ---- | ---- | ----- | -------- | ---- | ---- |
| イギリス     | 3    | 0    | 1.000 | -        | 26   | 5    |
| ギリシャ     | 1    | 2    | 0.333 | 2        | 14   | 12   |
| スウェーデン | 1    | 2    | 0.333 | 2        | 13   | 18   |
| クロアチア   | 1    | 2    | 0.333 | 2        | 11   | 29   |

| 2014年9月18日 | クロアチア | 11 – 10 | スウェーデン | Hvezda（トシェビーチ） 観客数：85人 |
| 2014年9月18日 | 詳細       |         |              | Hvezda（トシェビーチ） 観客数：85人 |

| 2014年9月18日 | イギリス | 10 – 4 | ギリシャ | Na Hvezda（トシェビーチ） 観客数：92人 |
| 2014年9月18日 | 詳細     |        |          | Na Hvezda（トシェビーチ） 観客数：92人 |

| 2014年9月19日 | スウェーデン | 2 – 0 | ギリシャ | Hvezda（トシェビーチ） 観客数：165人 |
| 2014年9月19日 | 詳細         |       |          | Hvezda（トシェビーチ） 観客数：165人 |

| 2014年9月19日 | イギリス | 9 – 0 | クロアチア | Na Hvezda（トシェビーチ） 観客数：180人 |
| 2014年9月19日 | 詳細     |       |            | Na Hvezda（トシェビーチ） 観客数：180人 |

### 優勝決定戦
| 2014年9月21日 | オランダ | 6 – 3 | イタリア | MBS（ブルノ） 観客数：840人 |
| 2014年9月21日 | 詳細     |       |          | MBS（ブルノ） 観客数：840人 |

## 最終結果
| 順位 | チーム       | 勝数 | 敗数 |
| ---- | ------------ | ---- | ---- |
| 1位  | オランダ     | 9    | 0    |
| 2位  | イタリア     | 7    | 2    |
| 3位  | スペイン     | 6    | 2    |
| 4位  | チェコ       | 4    | 4    |
| 5位  | フランス     | 4    | 4    |
| 6位  | ドイツ       | 4    | 4    |
| 7位  | ベルギー     | 3    | 3    |
| 8位  | ロシア       | 1    | 5    |
| 9位  | イギリス     | 2    | 4    |
| 10位 | ギリシャ     | 1    | 5    |
| 11位 | スウェーデン | 1    | 5    |
| 12位 | クロアチア   | 1    | 5    |

| 2014年ヨーロッパ野球選手権大会優勝国 |
| ------------------------------------ |
| · オランダ · 21度目                  |